# 羽田可動橋

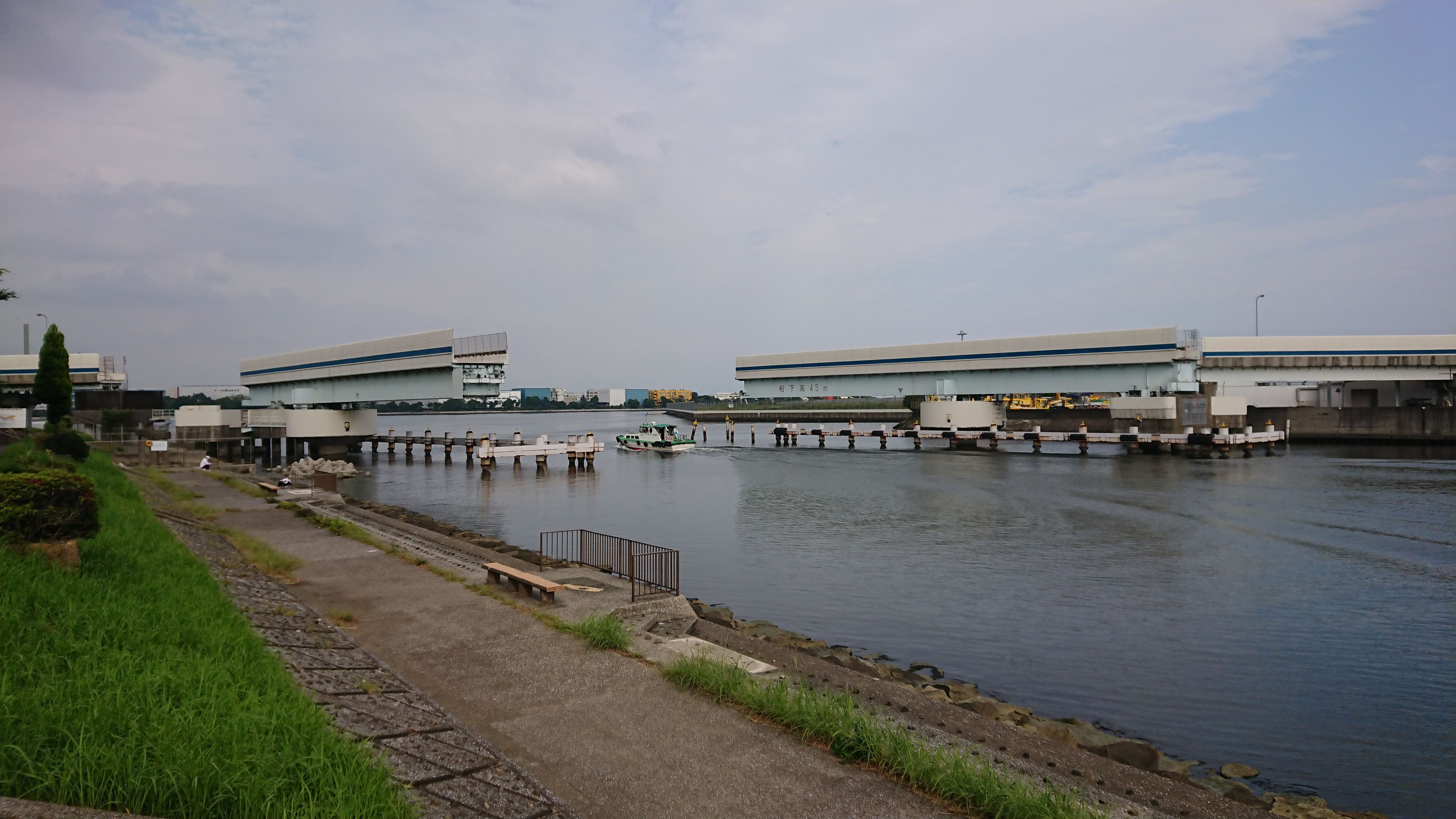
羽田旋回橋

羽田可動橋（はねだかどうきょう）は、東京都大田区の海老取川河口に架かる、首都高速道路羽田線の橋梁である。1998年以降使用停止中。
旋回橋構造の橋である。

## 概要
海老取川河口の下を羽田トンネルでくぐる本線に併走する。首都高羽田線上り線の空港入口（現・空港西入口）からの一方通行であり、海老取川を越えたところにある合流部で上り線本線に合流していた。
1998年以降は橋の手前にある合流部で合流し、空港入口から入った車も羽田トンネルを使用する。

### 歴史
羽田線は、1994年の湾岸線空港中央-大黒JCT間の開通までは、東京都心・千葉方面と羽田空港・横浜方面を結ぶメインルートであり、交通集中のため慢性的に渋滞していた。そのうえ、空港-昭和島JCT間の羽田トンネルは水底トンネルである特性上トンネル出口付近に上り勾配があり、渋滞に拍車を掛けていた。また、羽田トンネル手前の合流部は短く、その直後（羽田トンネル入り口）は見通しの悪いカーブであるため、事故の危険性が比較的高い。そのため、1990年に上り線の空港入口（1993年以降空港西入口）からトンネル出口付近にかけて、空港入口から入った車はトンネルを使用しないで済むように、迂回路として羽田可動橋が設けられた。
1994年の湾岸線開通後もしばらく使用されたが、交通量の減少などから、開通8年後の1998年に使用停止となった。羽田空港拡張後の交通量増加に備え、現在も撤去はされずにその姿を保っている。また、南側は首都高の道路管理施設に隣接しており、南側の道路の一部はその管理用の道路として使用されている。
なお羽田トンネルの開通から50年以上経過し、内部の腐食等によるトンネル構造の劣化が激しいことが問題となっている。そのため首都高速道路株式会社では、トンネルを一時通行止めとして全面改修工事を行う代わりに、本可動橋を復活・拡幅して上り線の迂回路とし、渋滞対策として工事後は羽田トンネルを下り線専用とし、当橋を上り線の本線として利用する構想・検討を2022年2月の技術検討委員会で明らかにしている。

### 年表
- 1990年4月16日 - 使用開始
- 1998年4月 - 使用停止

## 使用時の車線運用
通常時は、空港西入口から昭和島JCT方面へ向かう車は羽田トンネルへ入らず全て可動橋経由で通行する。横浜方面から本線を昭和島JCT方面へ向かう車は羽田トンネル経由となり、本線から入ることはできなかった。
航路確保時は、トンネル手前の合流部が開放され、空港西入口からも羽田トンネルを使用した。

## 構造
海老取川沿いには鉄工所などがあり、大型船の航路を確保する必要があった（羽田線が海老取川を水底トンネルで潜っているのもこのためである）。近接する従来の羽田線羽田トンネルや東京モノレールのトンネルとの兼ね合いから隣接したトンネルの設置が困難であり、空港に隣接しているので吊り橋や斜張橋など高さのある橋の設置も出来なかった。そこで、国内でも例の少ない旋回橋方式での可動橋としての建設が決まった。
海老取川は南から北へ、ほぼ南北に流れており、羽田可動橋は南東（右岸上流側）から北西（左岸下流側）へ斜め（＼）に架かっている。可動部は右岸上流側と左岸下流側に分割されており、旋回の中心点はどちらも橋梁の中心よりも川岸よりに設けられている。航路確保時は左岸、右岸ともに橋桁が時計回りに旋回（｜｜）する。